# Ingrit Dohse
Ingrit Dohse (* 1955) ist eine deutsche Schauspielerin, Sängerin, Synchronsprecherin und Musicaldarstellerin.

## Leben
Ingrit Dohse absolvierte von 1974 bis 1977 eine schauspielerische Ausbildung im Bühnenstudio von Hedi Höpfner in Hamburg und belegte das Strassberg-Seminar bei Dominic de Fazio. Danach erlangte sie Bekanntheit durch Engagements in Serien wie Girl friends – Freundschaft mit Herz, Die Rettungsflieger, Der Landarzt oder Verschollen. In der Tatort-Reihe war sie in zwei Episoden zu sehen, sowie bei Stubbe – Von Fall zu Fall und Polizeiruf 110.
Seit 2005 ist sie als Schauspiellehrerin an der Hamburg School of Entertainment tätig. Ihr Hauptwohnsitz ist Hamburg.

## Filmografie (Auswahl)
- 1996: Bruder Esel (Fernsehserie, 2 Folgen)
- 1996: Stubbe – Von Fall zu Fall: Stubbe und die andere Frau (Fernsehreihe)
- 1996–2007: girl friends – Freundschaft mit Herz (Fernsehserie, 21 Folgen)
- 1997: Bella Block: Geldgier (Fernsehreihe)
- 1997: Einsatz Hamburg Süd (Fernsehserie, Folge Der Erzfeind)
- 1998: Stadtklinik (Fernsehserie, Folge Eine zuviel)
- 1999: Doppelter Einsatz: Evas Tod (Fernsehreihe)
- 2000: Der Hahn ist tot (Fernsehfilm)
- 2000: Hotel Elfie (Fernsehserie, 13 Folgen)
- 2000: Die innere Sicherheit
- 2000: Nikola  (Fernsehserie, Folge Nikolas Schwester)
- 2000: Ein Fall für zwei (Fernsehserie, Folge Spiel, Satz und Mord)
- 2000: Herzschlag – Das Ärzteteam Nord (Fernsehserie, Folge Ein mutiger Sohn)
- 2001: Doppelter Einsatz: Kinderspiel
- 2001: All’ Arrabbiata – Eine kochende Leidenschaft (Fernsehfilm)
- 2002: Der Solist – In eigener Sache (Fernsehfilm)
- 2002: Der Unbestechliche (Kino)
- 2002–2015: Großstadtrevier (Fernsehserie, verschiedene Rollen, 3 Folgen)
- 2003: Adam & Eva (Kino)
- 2003: Adelheid und ihre Mörder (Fernsehserie, Folge Zu tot um schön zu sein)
- 2004–2005: Verschollen (Fernsehserie, 27 Folgen)
- 2005: Der Elefant – Mord verjährt nie (Fernsehserie, Folge Mörder meines Bruders)
- 2005: Die Rettungsflieger (Fernsehserie, Folge Kurzschluss)
- 2006: Solo für Schwarz: Der Tod kommt zurück (Fernsehreihe)
- 2006: Heute fängt mein Leben an (Fernsehfilm)
- 2006: Der Seehund von Sanderoog (Fernsehfilm)
- 2007: Fast ein Volltreffer (Fernsehfilm)
- 2007, 2013: Notruf Hafenkante (Fernsehserie, verschiedene Rollen, 2 Folgen)
- 2007: Einsatz in Hamburg – Die letzte Prüfung
- 2008: Mord in bester Gesellschaft: Die Nächte des Herrn Senator (Fernsehreihe)
- 2008: Die Gerichtsmedizinerin (Fernsehserie, Folge Über den Wolken)
- 2008: Die Anwälte (Fernsehserie, Folge Die kleinen Dinge)
- 2008: Herzog (Fernsehserie, 9 Folgen)
- 2008, 2013: Der Landarzt (Fernsehserie, verschiedene Rollen, 3 Folgen)
- 2009: Eine Liebe in Venedig (Fernsehfilm)
- 2009: Doktor Martin (Fernsehserie, Folge (K)eine Frage des Alters)
- 2009: Tatort: Borowski und die heile Welt (Fernsehreihe)
- 2010: Unser Charly (Fernsehserie, Folge Ehrlich währt am längsten)
- 2010: Hier kommt Lola! (Kino)
- 2010: Danni Lowinski (Fernsehserie, Folge Klotz am Bein)
- 2010: Den Tagen mehr Leben! (Fernsehfilm)
- 2011: Polizeiruf 110: Feindbild (Fernsehreihe)
- 2011: Werner – Eiskalt! (Kino, Stimme)
- 2012: Tatort: Borowski und der freie Fall
- 2013: Lindenstraße (Fernsehserie, 5 Folgen)
- 2013: Die Pfefferkörner (Fernsehserie, Folge Im Seniorenheim)
- 2016: Das Mädchen aus dem Totenmoor (Fernsehfilm)
- 2016: Dora Heldt: Wind aus West mit starken Böen (Fernsehreihe)
- 2018: Morden im Norden (Fernsehserie, Folge Kinderherz)
- 2018: SOKO Wismar (Fernsehserie, Folge Selbstjustiz)
- 2019: SOKO Köln (Fernsehserie, 2 Folgen)
- 2019: Der Bulle und das Biest (Fernsehserie, Folge Tödliche Geheimnisse)
- 2020: Die Toten am Meer (Fernsehfilm)
- 2020: Katie Fforde: Emmas Geheimnis (Fernsehreihe)
- 2021, 2024: In aller Freundschaft – Die jungen Ärzte (Fernsehserie, verschiedene Rollen, 2 Folgen)
- 2022: Nord bei Nordwest – Wilde Hunde (Fernsehreihe)
- 2024: Ich will mein Glück zurück (Fernsehfilm)
- 2025:Tatort: Borowski und das Haupt der Medusa (Fernsehreihe)

## Theaterrollen (Auswahl)
- 1988: Die Ratten (Bühnen der Hansestadt Lübeck, Regie: Michael Driessen)
- 1988: Offene Zweierbeziehung (Bühnen der Hansestadt Lübeck, Regie: Erika Hartmann)
- 1991–1994: Bertha (Kampnagel, Hamburg, Regie: Thomas Matschoß)
- 1991–1994: Die Reichsgründer oder Das Schmuerz (Kampnagel, Hamburg, Regie: Thomas Matschoß)
- 1991–1994: Kasimir und Karoline (Kampnagel, Hamburg, Regie: Thomas Matschoß)
- 2005–2008: Villa Sonnenschein (Schmidt Theater, Hamburg – Regie: Thomas Matschoß)
- 2010–2011: Villa Sonnenschein (Schmidt Theater, Hamburg – Regie: Thomas Matschoß)

## Auszeichnungen
- 2008: Nominierung in der Kategorie Serie/Sitcom Herzog für den Deutschen Comedy Preis